# Veronica ponae
Véronique de Pona, Véronique de Gouan
Espèce
La Véronique de Pona ou Véronique de Gouan (Veronica ponae) est une espèce de plantes vivaces de la famille des Plantaginacées.